# Teddy Michaud
Pour les articles homonymes, voir Michaud.
Eugène Pierre Michaud dit Teddy Michaud, est un acteur français né à Paris (19e) le 16 février 1903 et mort à Nice (Alpes-Maritimes) le 15 octobre 1978.

## Filmographie
- 1921 : Les Trois Mousquetaires d'Henri Diamant-Berger (film tourné en 12 épisodes)
- 1928 : Hara-kiri de Marie-Louise Iribe et Henri Debain
- 1929 : Cagliostro de Richard Oswald
- 1931 : Au nom de la loi de Maurice Tourneur
- 1931 : La Bête errante de Marco de Gastyne
- 1931 : En bordée d'Henry Wulschleger et Joe Francis : le cafetier
- 1931 : Le Million de René Clair
- 1931 : La Tragédie de la mine de Georg Wilhelm Pabst et Robert Beaudoin
- 1932 : L'Enfant du miracle de D.B. Maurice : le valet
- 1932 : Les Trois Mousquetaires d'Henri Diamant-Berger (film tourné en deux époques)
- 1933 : La Rue sans nom de Pierre Chenal
- 1933 : Jacqueline fait du cinéma de Jacques Deyrmon - court métrage -
- 1933 : La Margoton du bataillon de Jacques Darmont
- 1933 : Plein aux as de Jacques Houssin
- 1933 : Trois Balles dans la peau de Roger Lion
- 1933 : La Voix sans visage de Léo Mittler
- 1934 : Adémaï aviateur de Jean Tarride - Un aviateur
- 1934 : Amok de Fedor Ozep
- 1934 : Le Billet de mille de Marc Didier
- 1934 : La Maison dans la dune de Pierre Billon
- 1934 : Maria Chapdelaine de Julien Duvivier
- 1934 : Les Nuits moscovites d'Alexis Granowsky - Un infirmier
- 1934 : Sans famille de Marc Allégret
- 1934 : Zouzou de Marc Allégret - Julot
- 1935 : Le Clown Bux de Jacques Natanson
- 1935 : Golgotha de Julien Duvivier - Le bourreau
- 1935 : Princesse Tam Tam d'Edmond T. Gréville - Le fakir
- 1935 : Variétés, de Nicolas Farkas
- 1936 : Salonique, nid d'espions (Mademoiselle Docteur) de Georg Wilhelm Pabst - Un joueur de cartes
- 1936 : L'Argent de Pierre Billon
- 1936 : Au service du tsar de Pierre Billon
- 1936 : La Brigade en jupons de Jean de Limur
- 1936 : Les Hommes nouveaux de Marcel L'Herbier
- 1936 : Pantins d'amour de Walter Kapps
- 1936 : La Peur ou Vertige d'un soir de Victor Tourjansky
- 1936 : La Reine des resquilleuses de Max Glass et Marco de Gastyne
- 1936 : La Terre qui meurt, de Jean Vallée
- 1936 : Trois dans un moulin de Pierre Weill
- 1936 : La vie est à nous de Jean Renoir, Jean-Paul Le Chanois, Jacques Becker.....(collectif) - Un fasciste à l'entraînement
- 1936 : Cœur de gueux - 'Cuore di vagabondo" de Jean Epstein
- 1937 : La Bataille silencieuse de Pierre Billon
- 1937 : Les Dégourdis de la 11e de Christian-Jaque
- 1937 : Franco de port de Dimitri Kirsanoff - Dédé
- 1937 : François Ier de Christian-Jaque
- 1937 : Un scandale aux Galeries ou Et avec ça Madame de René Sti - Le chauffeur
- 1937 : Les Secrets de la mer Rouge de Richard Pottier
- 1937 : Un soir à Marseille de Maurice de Canonge
- 1938 : L'Avion de minuit de Dimitri Kirsanoff
- 1938 : Fort Dolorès ou À l'ombre d'une femme de René Le Hénaff
- 1938 : Tempête sur l'Asie de Richard Oswald
- 1938 : Vidocq de Jacques Daroy
- 1939 : Deuxième bureau contre Kommandantur de René Jayet et Robert Bibal
- 1941 : Andorra ou les hommes d'airain d'Émile Couzinet - Le chef des contrebandiers
- 1942 : Vie privée, de Walter Kapps - Un ami de René
- 1942 : L'Amant de Bornéo de Jean-Pierre Feydeau et René Le Hénaff
- 1946 : À la fête de Louis-Auguste Desrosières - court métrage -
- 1958 : Nuits de Pigalle de Georges Jaffé